# نيتاسكينان

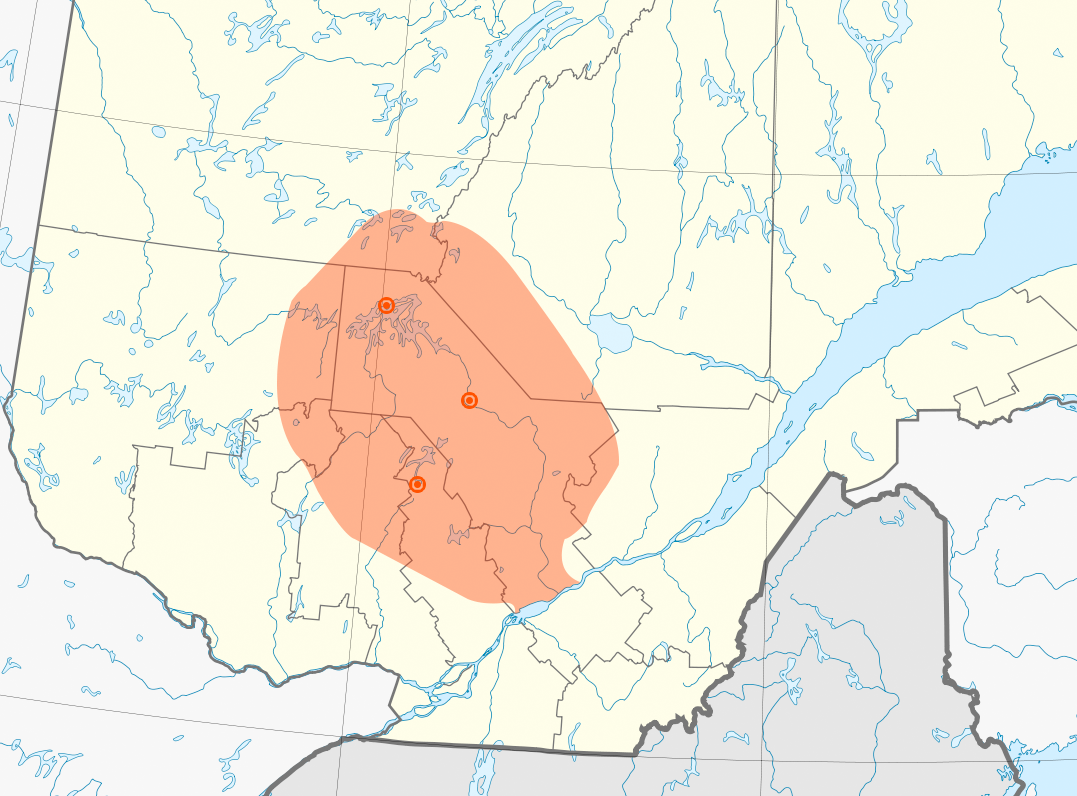
خريظطة الموقع

نيتاسكينان («بلدنا» باللغة المحلية) هو موطن شعب الأتيكاميكو في شمال أمريكا. ويقع في وادي سان موريس في كيبيك كندا على مساحة 80,000 كم مربع.